# Angèle Bandou
Angèle Bandou (mất ngày 26 tháng 8 năm 2004) là một chính trị gia tại Cộng hòa Congo. Bà là người sáng lập và chủ tịch của Đảng của người nghèo. Bà là ứng cử viên nữ duy nhất tham gia cuộc bầu cử tổng thống Congo năm 1992, và cuộc bầu cử tiếp theo vào năm 2002, nơi bà đứng thứ ba. Bandou là người phụ nữ đầu tiên từng ứng cử Tổng thống tại Cộng hòa Congo. Bà đã bị giết bởi những kẻ xâm nhập trong nhà vào năm 2004.

## Sự nghiệp chính trị
bà thành lập Đảng của người nghèo năm 1991. Bandou là một nữ tu, người nói rằng tham gia chính trị là một lời kêu gọi từ Chúa, giải thích rằng "Chúa yêu cầu tôi thành lập một đảng và nói với tôi rằng đó sẽ là một cuộc cách mạng thứ hai ở nước ta." Tại thời điểm thông điệp, không có quá trình dân chủ dưới chính phủ Marxist. bà đã tham gia cuộc bầu cử tổng thống năm 1992 thay mặt cho đảng mà bà nhận được ít hơn một phần trăm tổng số phiếu bầu. Bandou nói để đáp lại số phiếu bầu nhận được thấp, "Trong mắt của con người, tôi đã thất bại. Nhưng về mặt tâm linh, tôi đã mang đến một thông điệp. " Đứng vào năm 1992, bà trở thành những người phụ nữ đầu tiên ứng cử tổng thống trong nước.
bà đã tìm cách đứng lại trong cuộc bầu cử năm 1997 bị bỏ rơi, nhưng thay vào đó, lại đứng trong cuộc bầu cử tổng thống năm 2002 với tư cách là một trong mười ứng cử viên. Bà đã nhận được 27.849 phiếu bầu (2,32%) để về đích ở vị trí thứ ba sau Joseph Kignoumbi Kia Mboungou cho Liên minh Dân chủ Xã hội Pan-Phi (33.154 phiếu, 2,76%) và Tổng thống cuối cùng là Denis Sassou Nguesso cho Đảng Lao động Congo (1.075.247, 89,41 phần trăm).
Trong một cuộc phỏng vấn năm 1997, bà giải thích rằng quan điểm của bà về chính trị dựa trên việc làm việc với giới trẻ của đất nước và châu Phi nói chung, cũng như cải thiện giáo dục. Bandou cảm thấy rằng nhiều phụ nữ nên tham gia chính trị hơn, nói rằng truyền thống chỉ ra vai trò của đàn ông và phụ nữ trong xã hội, cũng như thêm "cách chính trị được tiến hành ở Châu Phi cũng khiến phụ nữ sợ hãi... thanh niên được tặng vũ khí, người ta giết một người khác... Tôi phải thừa nhận rằng nếu Chúa không giao cho tôi nhiệm vụ này, tôi sẽ không dám chạy. " 

## Tử vong
Vào ngày 26 tháng 8 năm 2004, Angéle Bandou bị ám sát bởi những kẻ tấn bàng vô danh trong nhà bà. Tin đồn được lan truyền rằng vụ giết người được thực hiện theo lệnh của Tổng thống Nguesso.